# Шёнау-Берцдорф
Шёнау-Берцдорф (нем. Schönau-Berzdorf) — община в Германии, в земле Саксония. Подчиняется административному округу Дрезден. Входит в состав района Гёрлиц. Подчиняется управлению Бернштадт/Шёнау-Берцдорф. Население составляет 1615 человек (на 31 декабря 2010 года). Занимает площадь 27,84 км².

## Население
| Год  | Численность | Численность |
| ---- | ----------- | ----------- |
| 2017 | 1488        | [ 1 ]       |
| 2019 | 1484        | [ 3 ]       |
| 2021 | 1475        | [ 4 ]       |
| 2022 | 1486        | [ 5 ]       |
| 2023 | 1463        | [ 2 ]       |